# Aequi

Aequii (sau Equii) în centrul Italiei, secolul al V-lea î.Hr.

Aequii (greacă antică: Αἴκουοι și Αἴκοι) au fost un popor vechi din nord-estul regiunii Latium, Italia, care apar în istoria timpurie a Romei antice. După o luptă îndelungată pentru independență împotriva Romei, au fost învinși și colonii romane dezvoltate au fost create pe teritoriul lor.